# Yagnelis Mestre
Yagnelis C. Mestre Ramos (ur. 24 października 1983) – kubańska zapaśniczka i judoczka. Olimpijka z Pekinu 2008 w judo, gdzie zajęła trzynaste miejsce w wadze półlekkiej. 
Brązowa medalistka igrzysk Ameryki Środkowej i Karaibów w 2006 w zapasach. W judo startowała w Pucharze Świata w 2008. Brązowa medalistka igrzysk panamerykańskich w 2007, a także mistrzostw panamerykańskich w 2007 roku.

## Letnie Igrzyska Olimpijskie 2008
| Konkurencja | Eliminacje        | Repasaże               | Klas. końcowa |
| Konkurencja | Przeciwnik I      | Przeciwnik I           | Miejsce       |
| ----------- | ----------------- | ---------------------- | ------------- |
| 52 kg       | An Kum-ae (PRK) P | Flor Velázquez (VEN) P | 13.           |